# سكوت بيري (لاعب كرة قدم أمريكية)
سكوت بيري (بالإنجليزية: Scott Perry)‏ هو لاعب كرة قدم أمريكية أمريكي، ولد في 11 مارس 1954 في بليسانتون في الولايات المتحدة.

## وصلات خارجية
- سكوت بيري على موقع مرجع كرة القدم المحترفة.كوم (الإنجليزية)